# Барбара Кендалл
Барбара Кендалл (англ. Barbara Kendall, 30 серпня 1967) — новозеландська яхтсменка.
Олімпійська чемпіонка 1992 року в класі Лехнер A-390, срібна призерка 1996 року на вітрильних дошках, бронзова призерка 2000 року на вітрильних дошках, учасниця 2004, 2008 років.